# پودستولیتسه (شهرستان وژشنیا)
پودستولیتسه (به لهستانی:  Podstolice) یک روستا در لهستان است که در گمینا نکلا واقع شده‌است.